# STS-48
إس تي إس-48 (بالإنجليزية: STS-48)‏ الرحلة الثالثة والأربعون ضمن برنامج مكوك الفضاء لوكالة ناسا، والرحلة الثالثة عشر على متن مكوك الفضاء ديسكفري، انطلقت الرحلة في 12 سبتمبر 1991 من مركز كينيدي للفضاء ، وهبطت بتاريخ 18 سبتمبر في قاعدة إدواردز الجوية، بعد ستة أيام مكثتها الرحلة في الفضاء، الهدف من الرحلة إجرآء تجارب عن الغلاف الجوي العلوي للأرض، بلغ عدد الرواد المشاركين في الرحلة خمسة رواد.